# リヴィナッロンゴ・デル・コル・ディ・ラーナ
リヴィナッロンゴ・デル・コル・ディ・ラーナ（伊: Livinallongo del Col di Lana ; ラディン語: Fodom）は、イタリア共和国ヴェネト州ベッルーノ県にある、人口約1,300人の基礎自治体（コムーネ）。
少数言語であるラディン語が話される「ラディニア」の一角にあたる。第一次世界大戦まではティロル地方の一部に含まれていた。町域に含まれる分離集落アラッバは、ドロミーティの代表的なウィンターリゾート地の一つである。

## 名称
イタリア語およびラディン語以外の言語では、以下のように呼ばれる。
- ドイツ語: Buchenstein

## 地理

### 位置・広がり

#### 隣接コムーネ
隣接するコムーネは以下の通り。括弧内のBZはボルツァーノ自治県、TNはトレント自治県所属を示す。
- バディーア (BZ)
- カナツェーイ (TN)
- コッレ・サンタ・ルチーア
- コルティーナ・ダンペッツォ
- コルヴァーラ・イン・バディーア (BZ)
- ロッカ・ピエートレ

### 気候分類・地震分類

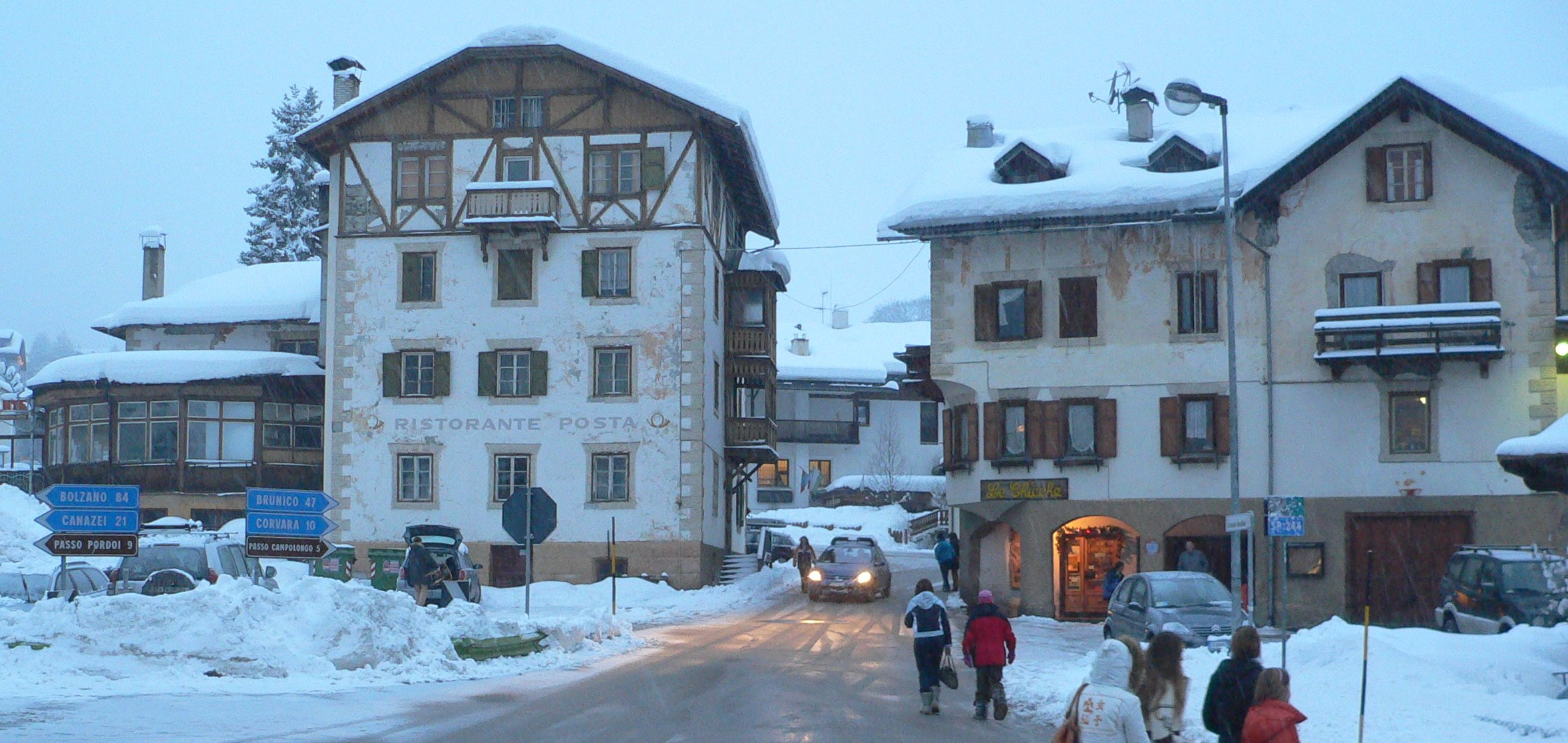
アラッバの分離集落

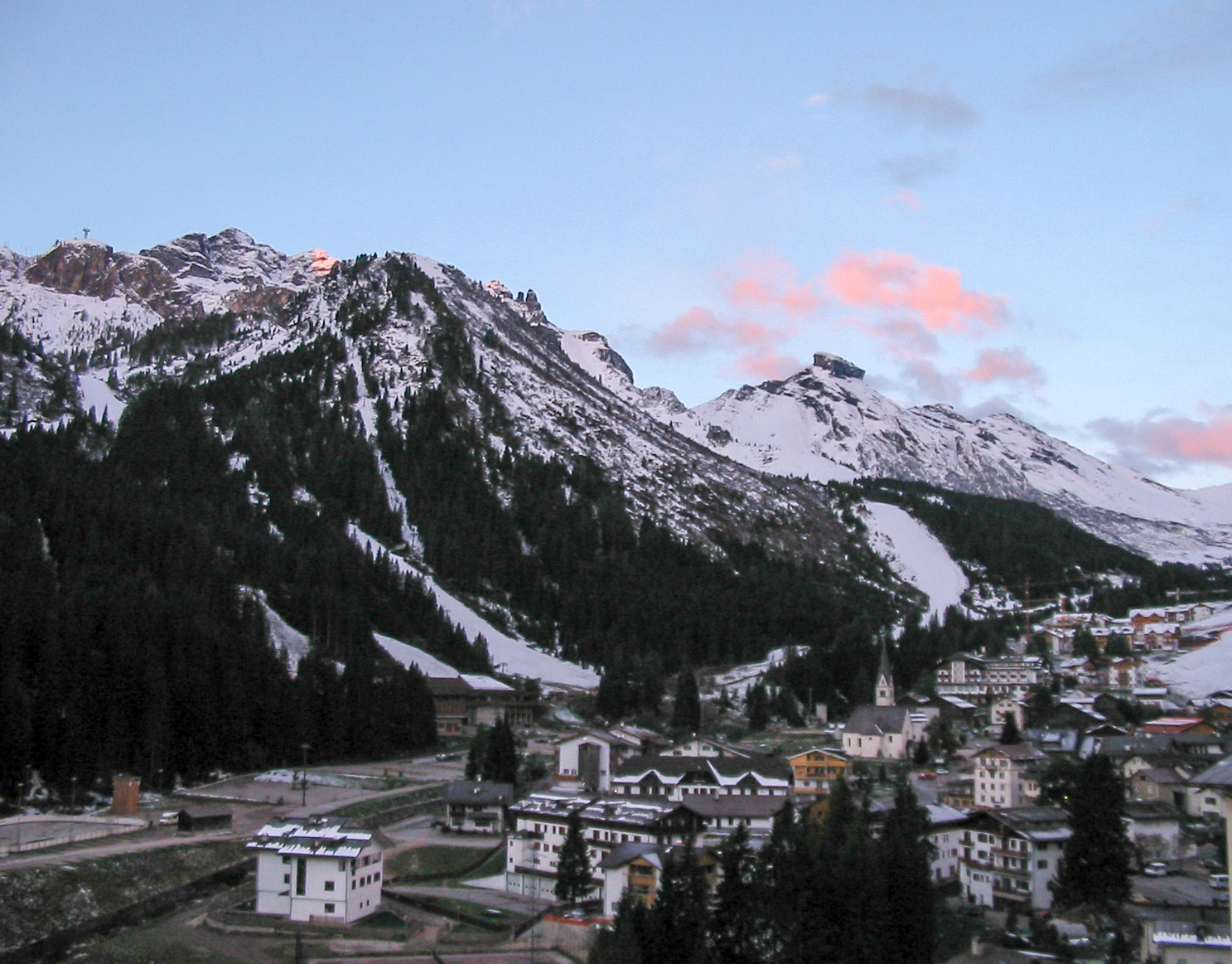
アラッバ

気候分類では、zona F, 4806 GGに分類される。
また、イタリアの地震リスク階級 (it) では、zona 3 (sismicità bassa) に分類される。

## 歴史
第一次世界大戦終了まではオーストリア・ハンガリー帝国の一部であり、ティロル伯領に含まれていた。
第一次世界大戦では、イタリア戦線の激戦地となった。コル・ディ・ラーナ (it:Col di Lana) の頂上をめぐっては凄惨な戦闘が繰り広げられた。リヴィナッロンゴとアラッバの間には、2つの要塞（Forte Corte と Forte Ruaz）がある。
第一次世界大戦後、イタリア王国に編入された。1923年にベッルーノ県所属となった。

## 行政
村の行政の中心地は、ピエーヴェ・ディ・リヴィナッロンゴ（Pieve di Livinallongo）の集落に置かれている。アラッバ（Arabba）は、ウィンターリゾート地として知られており、ドロミーティ・スペルスキ地域 (it:Dolomiti Superski) の一部である。

### 分離集落
リヴィナッロンゴ・デル・コル・ディ・ラーナには、以下の17の分離集落（フラツィオーネ）がある。
- Andraz, Arabba (ラディン語: Reba), Castello, Cherz, Contrin, Corte, Davedino, Larzonei, Ornella, Palla-Agai, Pieve di Livinallongo(ラディン語: La Plie' da Fodom), Salesei, Soraruaz, Vallazza, Varda, Visinè di Là, Visinè di Qua

## 文化

### 言語
レト・ロマンス語群に属する少数言語ラディン語の話者が多数を占め、「ラディニア」と呼ばれる地域を構成する18コムーネのひとつである。

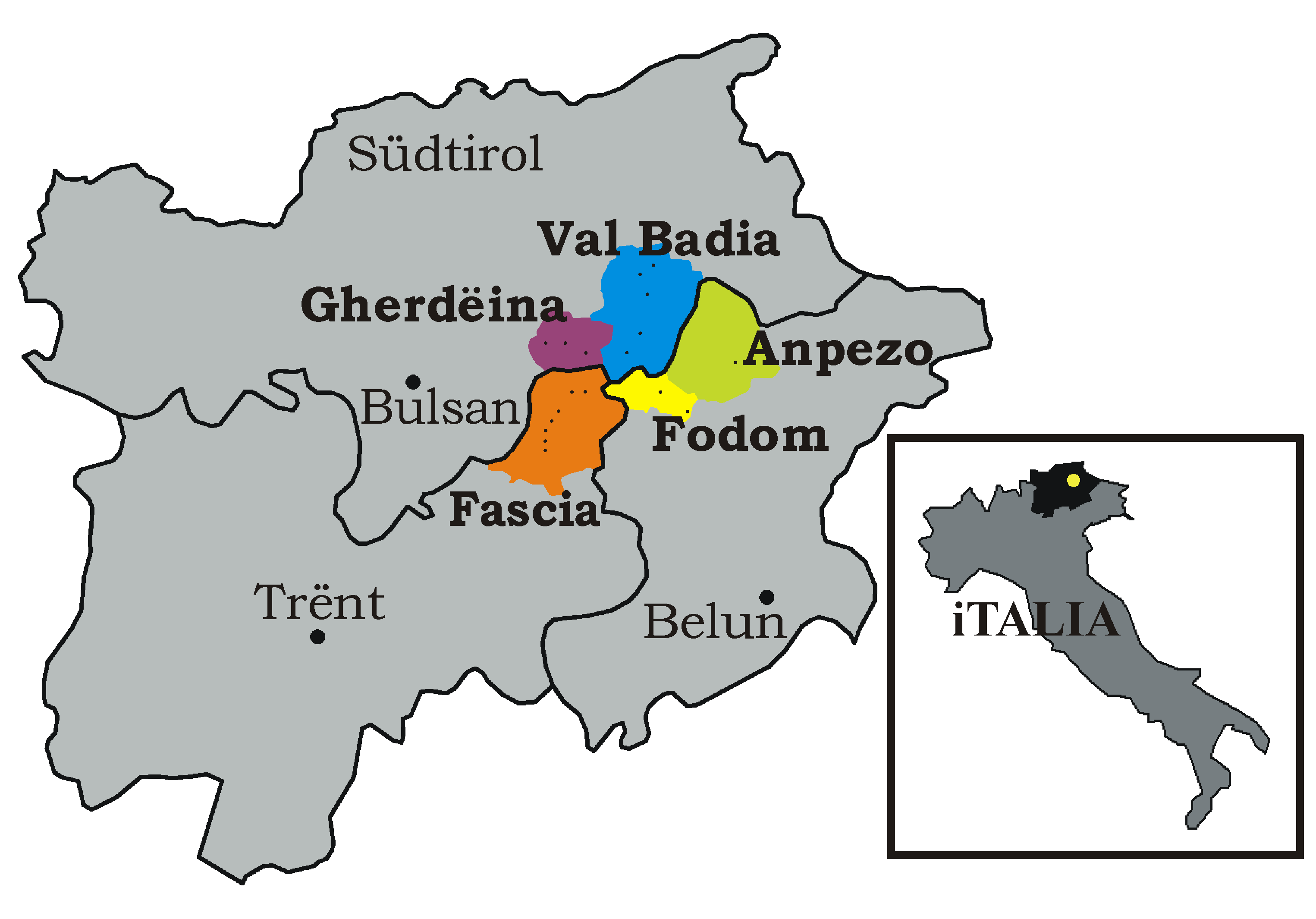
ラディニア

## 姉妹都市
- グッビオ、イタリア 2014年